# Hakan Reçber
Hakan Reçber est un taekwondoïste turc né le 17 août 1999 à Ankara.

## Carrière
Il a remporté la médaille d'argent aux Championnats d'Europe 2018 dans la catégorie des poids coqs (-63 kg). Lors des championnats du monde 2019, son parcours s'arrête en 16es de finale battu par le Colombien David Paz. Il remporte la médaille d'or aux Championnats d'Europe de 2021 dans la catégorie des moins de 63 kg.
Lors des Jeux de Tokyo en 2021 dans la catégorie des moins de 68 kg, Hakan Reçber, à l'âge de 21 ans, est d'abord battu en quart de finale par le champion du monde britannique Bradly Sinden mais il est repêché et remporte le match pour la médaille de bronze en battant le Bosnien Nedžad Husić au Makuhari Messe.
Aux Championnats d'Europe de 2022, il remporte son deuxième titre européen, dans la catégorie des moins de 63 kg.
Aux Jeux méditerranéens de 2022 à Oran, il remporte la médaille d'argent dans la catégorie des moins de 68 kg.
Il est médaillé d'or dans la catégorie des moins de 63 kg aux Championnats du monde de taekwondo 2023 à Bakou.

## Palmarès

### Jeux olympiques
- Médaille de bronze dans la catégorie des moins de 68 kg en 2020 à Tokyo

### Championnats du monde
- Médaille d'or dans la catégorie des moins de 63 kg en 2023 à Bakou

### Championnats d'Europe
- Médaille d'or dans la catégorie des moins de 63 kg en 2021 à Sofia
- Médaille d'or dans la catégorie des moins de 63 kg en 2022 à Manchester
- Médaille d'argent dans la catégorie des moins de 63 kg en 2018 à Kazan

### Jeux méditerranéens
- Médaille d'argent dans la catégorie des moins de 68 kg en 2022 à Oran